# Andronik Dukas Paleolog
Andronik Dukas Paleolog gr. Ἀνδρόνικος Δούκας Παλαιολόγος (ur. ok. 1083/1085, zm. 1115/1118) – bizantyński gubernator Tesaloniki, syn Jerzego Paleologa.